# Jan Karel Leopold von Scherffenberg
Mons. Jan Karel Leopold hrabě Scherffenberg (6. února 1698, Langenwang – 17. dubna 1771) byl olomoucký kanovník a prelát, který se roku 1749 stal titulárním biskupem tengrenským a světícím biskupem olomouckým.